# Бучацька міська рада
Бу́чацька міська́ ра́да — орган місцевого самоврядування Бучацької міської громади в Чортківському районі Тернопільської області, Україна. Адміністративний центр — м. Бучач.

## Історія
До 19 липня 2020 р. належала до Бучацького району. До 11 грудня 2020 року — адміністративно-територіальна одиниця у Чортківському районі Тернопільської области з територією 9,98 км² та населенням 12 547 осіб.
- Територія ради: 531,2 км²
- Населення ради: 38 181 (станом на 2020)
- Територією ради протікають річки Стрипа, Бариш

З 11 грудня 2020 р. — орган місцевого самоврядування Бучацької міської громади.

## Склад ради

### Керівний склад попередніх скликань
| Прізвище, ім'я, по батькові | Основні відомості                                                                                | Дата обрання | Дата звільнення |
| --------------------------- | ------------------------------------------------------------------------------------------------ | ------------ | --------------- |
| Оверко Омелян Степанович    | Міський голова, 1951 року народження, член Всеукраїнського об'єднання «Батьківщина»              | 26.03.2006   | 31.10.2010      |
| Мосціпан Йосип Михайлович   | Міський голова, 1960 року народження, освіта вища, член Всеукраїнського об'єднання «Батьківщина» | 31.10.2010   |                 |

Примітка: таблиця складена за даними сайту Верховної Ради України

### Депутати
За результатами місцевих виборів 2010 року депутатами ради стали:

#### За суб'єктами висування
| Суб'єкт висування                                       | Кількість обраних депутатів | %    |
| ------------------------------------------------------- | --------------------------- | ---- |
| Політична партія Всеукраїнське об'єднання «Батьківщина» | 9                           | 30   |
| Політична партія Всеукраїнське об'єднання «Свобода»     | 8                           | 26,7 |
| Політична партія «Наша Україна»                         | 4                           | 13,3 |
| Політична партія «Фронт Змін»                           | 4                           | 13,3 |
| Партія регіонів                                         | 2                           | 6,7  |
| Політична партія «За Україну!»                          | 1                           | 3,3  |
| Соціалістична партія України                            | 1                           | 3,3  |
| Соціально-екологічна партія «Союз. Чорнобиль. Україна.» | 1                           | 3,3  |

#### За округами
| № округу                                                | Прізвище, ім'я, по батькові           | Дата визнання обраним | Освіта             | Партійна приналежність                                        | Відомості про обраного депутата                                                |
| ------------------------------------------------------- | ------------------------------------- | --------------------- | ------------------ | ------------------------------------------------------------- | ------------------------------------------------------------------------------ |
| Партія регіонів                                         |                                       |                       |                    |                                                               |                                                                                |
| б/м                                                     | Коляда Іван Іванович                  | 05.11.2010            | вища               | позапартійний                                                 | Бучацький «Галспирт», кладовщик                                                |
| б/м                                                     | Щербата Ольга Романівна               | 05.11.2010            | вища               | позапартійна                                                  | Бучацька районна рада, начальник відділу                                       |
| Політична партія Всеукраїнське об'єднання «Батьківщина» |                                       |                       |                    |                                                               |                                                                                |
| б/м                                                     | Томин Орест Миколайович               | 05.11.2010            | середня спеціальна | член Всеукраїнського об'єднання «Батьківщина»                 | ЗАТ «Бучацький сир завод», начальник відділу постачання та збуту               |
| б/м                                                     | Лабіш Радислав Дмитрович              | 05.11.2010            | вища               | позапартійний                                                 | Відділ освіти Бучацької районної державної адміністрації, заступник начальника |
| б/м                                                     | Чук Анатолій Олексійович              | 05.11.2010            | вища               | член Всеукраїнського об'єднання «Батьківщина»                 | Бучацька районна рада, заступник начальника організаційного відділу            |
| б/м                                                     | Кладочний Віталій Іванович            | 05.11.2010            | вища               | позапартійний                                                 | фізична особа-підприємець                                                      |
| б/м                                                     | Козар Андрій Петрович                 | 05.11.2010            | вища               | позапартійний                                                 | Мале приватне підприємство «Смолоскип», заступник директора                    |
| 4                                                       | Костриба Василь Григорович            | 03.11.2010            | вища               | член Всеукраїнського об'єднання «Батьківщина»                 | Бучацька центральна районна комунальна лікарня, лікар-хірург                   |
| 7                                                       | Нетреб'як Володимир Іванович          | 03.11.2010            | вища               | член Всеукраїнського об'єднання «Батьківщина»                 | приватний підприємець                                                          |
| 9                                                       | Беринда Марія Михайлівна              | 03.11.2010            | вища               | член Всеукраїнського об'єднання «Батьківщина»                 | Бучацька загальноосвітня школа І-ІІ ст. № 2, директор                          |
| 15                                                      | Ільницька Галина Михайлівна           | 03.11.2010            | вища               | член Всеукраїнського об'єднання «Батьківщина»                 | Бучацька загальноосвітня школа І-ІІ ст., директор                              |
| Політична партія Всеукраїнське об'єднання «Свобода»     |                                       |                       |                    |                                                               |                                                                                |
| б/м                                                     | Дубина Анатолій Борисович             | 05.11.2010            | вища               | член Всеукраїнського об'єднання «Свобода»                     | приватний підприємець                                                          |
| б/м                                                     | Москалик Павло Петрович               | 05.11.2010            | вища               | член Всеукраїнського об'єднання «Свобода»                     | ТОВ «Бучацький цукровий завод», затупник головного інженера                    |
| б/м                                                     | Тепак Микола Петрович                 | 05.11.2010            | середня            | член Всеукраїнського об'єднання «Свобода»                     | тимчасово не працює                                                            |
| б/м                                                     | Сівак Світлана Теодеївна              | 05.11.2010            | вища               | член Всеукраїнського об'єднання «Свобода»                     | ВАТ «Укртелеком», цех № 3, електромеханік                                      |
| 1                                                       | Крушельницький Володимир Теодозійович | 03.11.2010            | вища               | член Всеукраїнського об'єднання «Свобода»                     | ТзОВ «Озон», мененд-жер                                                        |
| 3                                                       | Хоміцький Олег Іванович               | 03.11.2010            | вища               | член Всеукраїнського об'єднання «Свобода»                     | МП «Пром-Енергія», директор                                                    |
| 5                                                       | Гребеньовський Олег В'ячеславович     | 03.11.2010            | середня спеціальна | член Всеукраїнського об'єднання «Свобода»                     | Бучацька центральна районна комунальна лікарня, фельдшер                       |
| 6                                                       | Островська Романія Франківна          | 03.11.2010            | вища               | член Всеукраїнського об'єднання «Свобода»                     | ТзОВ «Рутафарм», аптека № 3, завідувачка                                       |
| Політична партія «За Україну!»                          |                                       |                       |                    |                                                               |                                                                                |
| 12                                                      | Білінський Роман Романович            | 03.11.2010            | вища               | член Політичної партії «За Україну!»                          | приватний підприємець                                                          |
| Політична партія «Наша Україна»                         |                                       |                       |                    |                                                               |                                                                                |
| б/м                                                     | Хабурська Марія Іванівна              | 05.11.2010            | середня спеціальна | член Політичної партії «Наша Україна»                         | пенсіонер                                                                      |
| б/м                                                     | Диган Андрій Степанович               | 05.11.2010            | вища               | член Політичної партії «Наша Україна»                         | Центр дитячої творчості «Сузір'я», вчитель                                     |
| 8                                                       | Дармохід Марія Йосипівна              | 03.11.2010            | вища               | член Політичної партії «Наша Україна»                         | Бучацька гімназія ім. В. Гнатюка, вчитель                                      |
| 14                                                      | Матвійчук Галина Миколаївна           | 03.11.2010            | вища               | член Політичної партії «Наша Україна»                         | Бучацька початкова школа № 1, директор                                         |
| Політична партія «Фронт Змін»                           |                                       |                       |                    |                                                               |                                                                                |
| б/м                                                     | Нищій Олег Богданович                 | 05.11.2010            | вища               | член Політичної партії «Фронт Змін»                           | приватний підприємець                                                          |
| б/м                                                     | Помазанська Любов Йосипівна           | 05.11.2010            | вища               | член Політичної партії «Фронт Змін»                           | приватний підприємець                                                          |
| 2                                                       | Кулик Михайло Йосипович               | 03.11.2010            | середня спеціальна | член Політичної партії «Фронт Змін»                           | приватний підприємець                                                          |
| 13                                                      | Шептицький Ярослав Антонович          | 03.11.2010            | вища               | член Політичної партії «Фронт Змін»                           | ВАТ «Астрон», голова правління                                                 |
| Соціалістична партія України                            |                                       |                       |                    |                                                               |                                                                                |
| 11                                                      | Кушнірчук Михайло Миколайович         | 03.11.2010            | вища               | член Соціалістичної партії України                            | Бучацький коледж ПДАТУ, викладач                                               |
| Соціально-екологічна партія «Союз. Чорнобиль. Україна.» |                                       |                       |                    |                                                               |                                                                                |
| 10                                                      | Панькевич Ярослав Михайлович          | 03.11.2010            | вища               | член Соціально-екологічної партії «Союз. Чорнобиль. Україна.» | приватний підприємець                                                          |